# Spaulding (Illinois)
Pour les articles homonymes, voir Spaulding.
Le village de Spaulding est situé dans le comté de Sangamon, dans l’État de l’Illinois, aux États-Unis. Sa population s’élevait à 1 126 habitants lors du recensement de 2010, estimée à 865 habitants en 2016.